# Kassai Csongor
Kassai Csongor (Királyhelmec, 1972. augusztus 24. –) szlovákiai magyar színész.

## Élete
Kezdetben a kassai Thália Színházban játszott, majd a Pozsonyi Színművészeti Főiskola elvégzése után 1997-ben a Radošinské naivné divadlo tagja lett. 1995-ben a Szlovák Nemzeti Színház Szentivánéji álom (Sen noci svätojánskej) és a Jázminka a hazugok országában (Jazmínko v krajine klamárov) című gyerekdarabban tűnt fel. Egy évvel később Shakespeare Ahogy tetszik (Ako sa vám páči) komédiájában vállalt szerepet. Az Új Színpad (Nová Scéna), az Aréna Színház ill. a nyitrai Andrej Bagar Színház darabjaiban is alakított.

## Filmográfia
- 2020: Tájkép az árnyékban (Krajina ve stínu / Shadow Country), rendező Bohdan Sláma
- 2000: Élet mindenáron (Musíme si pomáhat), rendező Jan Hřebejk